# Bifenil

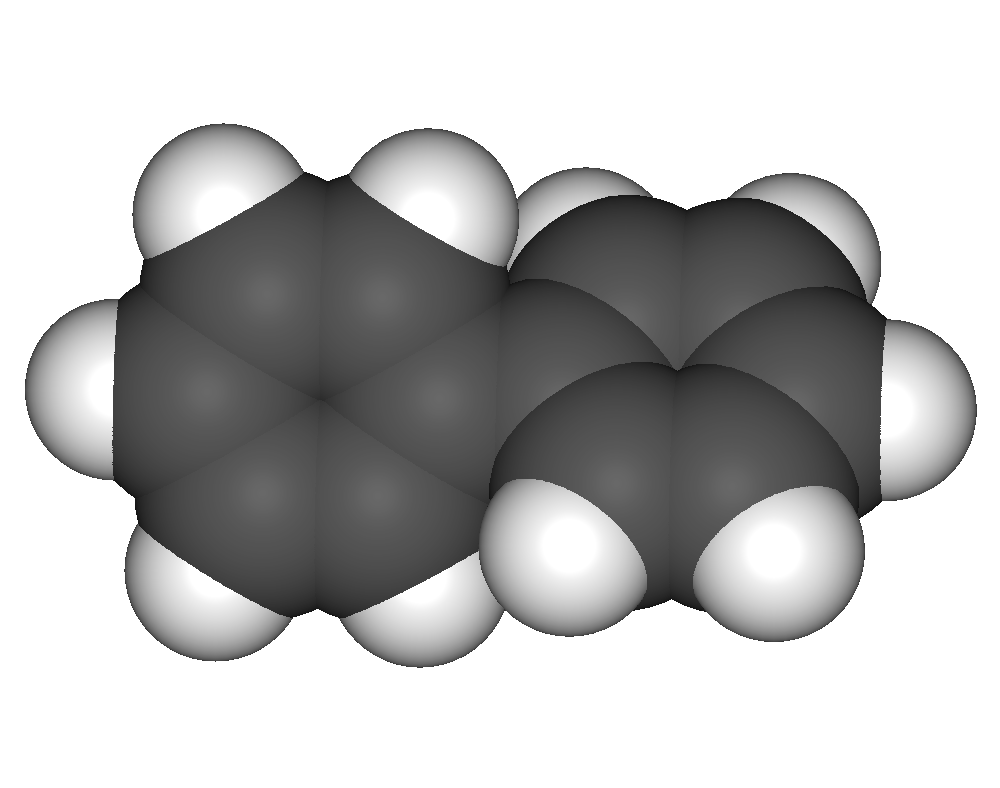
A bifenil egy konformációja

A bifenil (E230) (más néven difenil, fenil-benzol, 1,1′-bifenil vagy lemonin) színtelen vagy halványsárga kristályokat alkotó izolált gyűrűs aromás szénhidrogén. A PCB (poliklórozott bifenil) alapja, melyet régebben főleg szigetelőként és hűtőközegként pl: (nagy teljesítményű villamos kondenzátorokhoz, nagyfeszültségű transzformátorokhoz) alkalmaztak. Számos más anyagot is készítenek belőle, mint például rovarölőszereket, optikai fehérítőket és műanyagokat.

## Tulajdonságai
A bifenil a természetben a kőszénkátrányban, a kőolajban és a földgázban egyaránt megtalálható, ezekből desztilláció során nyerhető ki. Vízben nem, viszont számos szerves oldószerben oldható. A bifenil molekula két darab benzolgyűrűből áll, kémiailag nem túl reagens. Lobbanáspontja 113 °C, öngyulladása pedig 540 °C-on következik be.

## Biológiai hatások
A bifenil megakadályozza a penészgombák növekedését, ezért az élelmiszeriparban tartósítószerként alkalmazzák (E-száma E230, általában az E231-gyel, az E232-vel és az E233-mal kombinálva szokták használni), elsősorban citrusfélék szállítása során.
Közepesen mérgező, de biológiailag lebontható nem mérgező összetevőkre. Néhány baktérium képes az aromás benzolgyűrűbe oxigénmolekulákat építeni. Bebizonyították, hogy ezek a baktériumok a környezetre igen ártalmas PCB-t (poliklórozott bifenilt) is le tudják bontani.
Lásd a repülőgép-katasztrófákat: tűz esetén a belélegzett elbomló égéstermék szinte azonnali halált okoz.

## Bifenil származékok
A bifenilt-származékokat egyes gyógyszerekben is használják, de fő felhasználási területük az elektronika, ahol a cianobifenileket a folyadékkristályos kijelzőkben (LCD) használnak nagy mennyiségben.